# Wilkins shelfis

Lägeskarta över Wilkins shelfis.

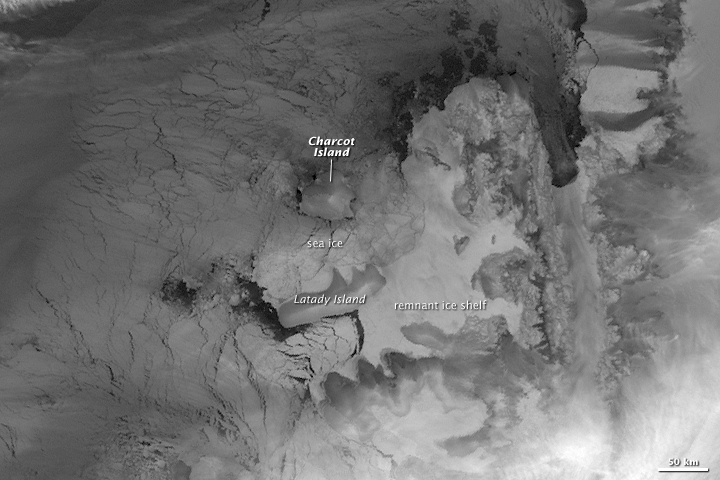
Wilkins shelfis.

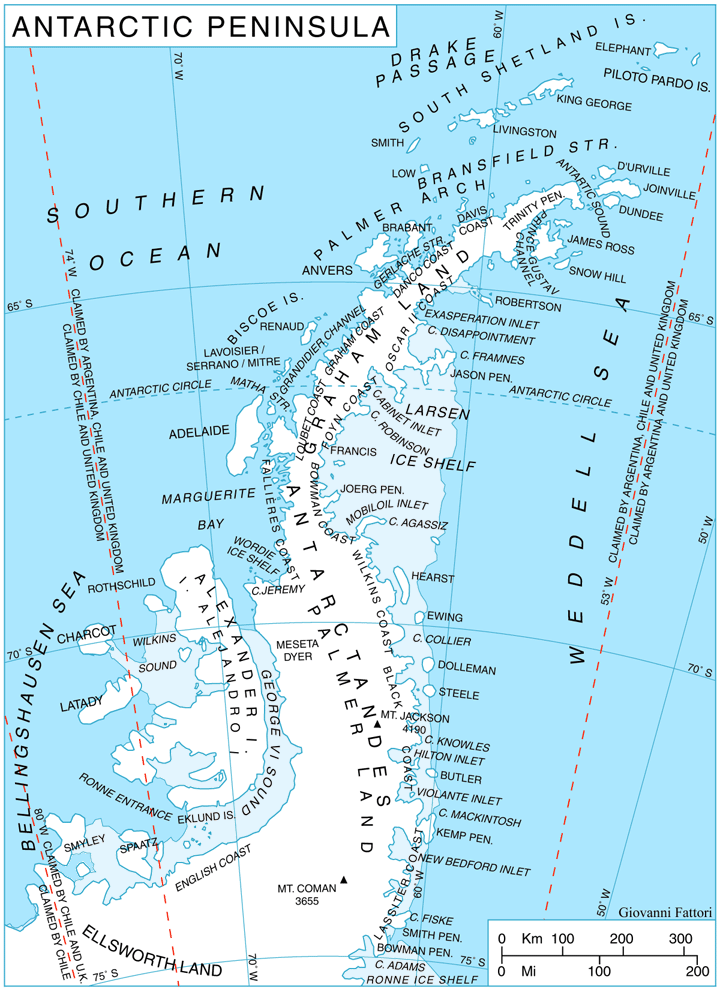
Områdeskarta.

Wilkins shelfis (engelska: Wilkins Ice Shelf) är ett shelfisområde i västra Antarktis. Området är den 10.e största shelfisen i Antarktis.

## Geografi
Wilkins shelfis ligger i Västantarktis vid Antarktiska halvön mellan Alexander Island, Charcot Island och Latady Island utanför Palmer Land. Isen täcker hela Wilkins sundet. Området har en sammanlagd yta på cirka 13 680 km² med en längd på cirka 150 km och cirka 110 km bred. Shelfisen sträcker sig mellan cirka 70° 00' S till 72° 00' S och 70° 00' V till 75° 00' V.
Området matas på med is av en rad glaciärer.

## Historia
Wilkins shelfis och Wilkins sundet upptäcktes 1910 av den franska Antarktisexpeditionen under ledning av Jean-Baptiste Charcot.
Området utforskades 1929 lite under en flygning av Hubert Wilkins och 1940 av United States Antarctic Program. Området namngavs då efter Wilkins.
1971 föreslogs namnet av amerikanska "Advisory Committee on Antarctic Names" (US-ACAN, en enhet inom United States Geological Survey) och brittiska "Antarctic Place-Names Committee" (UK-APC, en enhet inom Foreign and Commonwealth Office).
Wilkins shelfis har minskad genom islossning. I februari 2008 lossnade en cirka 400 km² stor del och i maj 2008 lossnade ytterligare en cirka 160 km² stor del.